# Ivalo

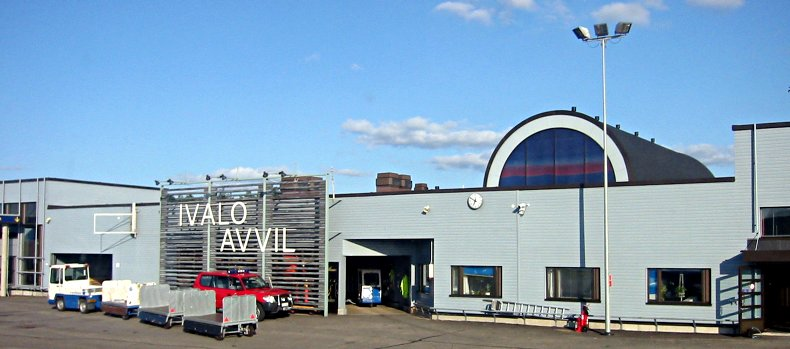
Aeropuerto de Ivalo

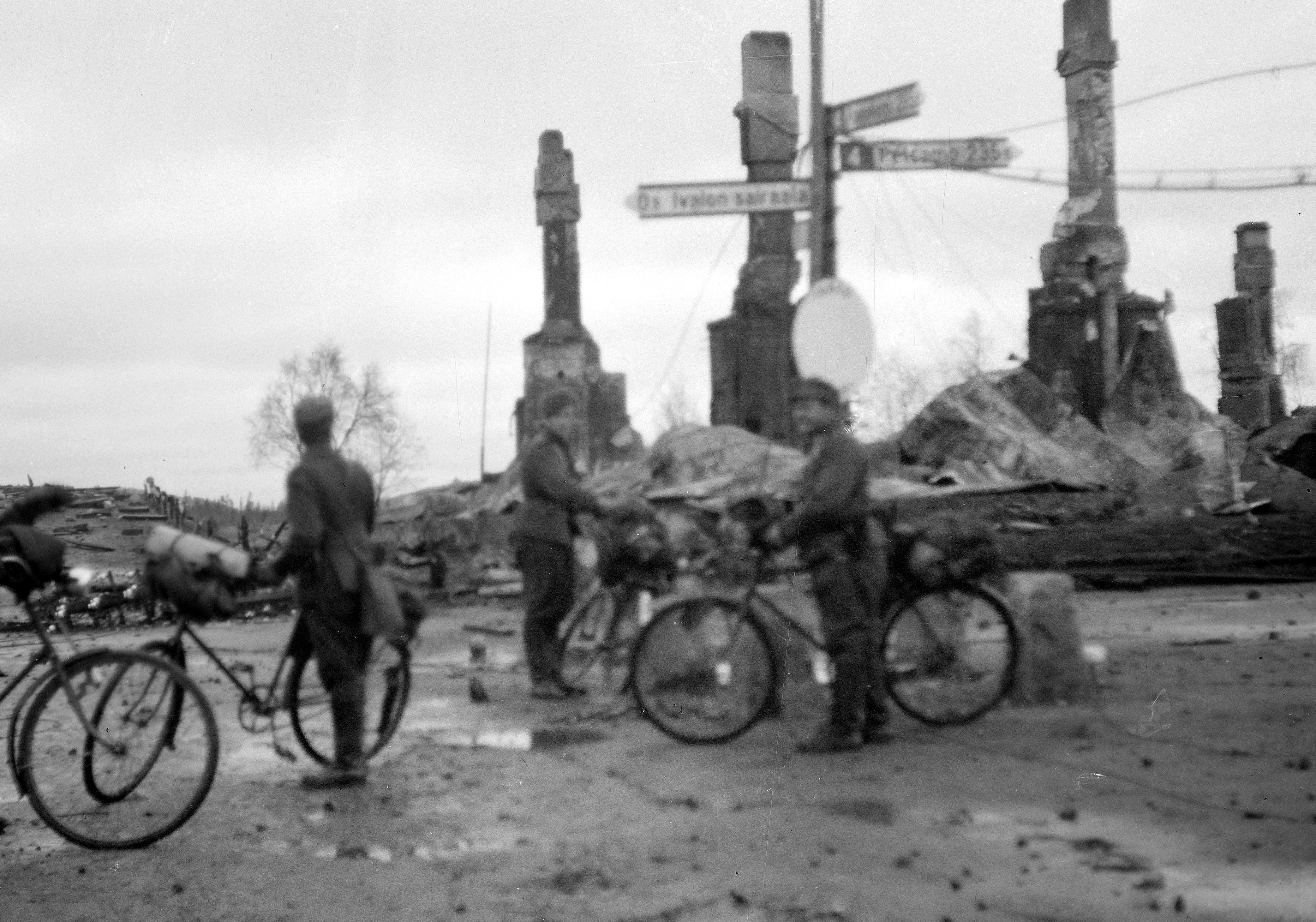
Ivalo en 1945, al finalizar la Guerra de Laponia

Ivalo (en sami inari: Avveel, en sami septentrional: Avvil, en sami skolt: Âˊvvel) es un pueblo del municipio de Inari (Finlandia), localizado en el río Ivalo 20 km al sur del Lago Inari. Tiene una población de 3.998 habitantes (2003) y un pequeño aeropuerto. A 30 km al sur de Ivalo hay un conocido centro turístico llamado Saariselkä.
Muchos turistas visitan el lugar cada año por los deportes de invierno (esquí, snowboard y trineo con perros o renos) así como para actividades veraniegas (excursionismo, escalada, canoas, bicicleta de montaña, criba de oro, pesca, etc.).